# ザ・ハーティング
『ザ・ハーティング』（The Hurting）は、ティアーズ・フォー・フィアーズが1983年に発表したファースト・アルバム。旧邦題は『チェンジ』。原題の意味は「傷つけるもの」。

## 解説
本国イギリスで、初のアルバムにしてチャート1位を獲得。「狂気の世界」、「チェンジ」、「ペイル・シェルター」といったシングル・チャート5位圏内に入る3曲のヒット・シングルを含んでいる。
1999年発売のリマスターCDは、アルバム未収録シングルやリミックスなど4曲をボーナス・トラックとして追加収録。
2013年、発売30周年を記念してCD3枚（オリジナル・アルバム、シングル&B面曲集、ラジオ・セッション音源集）& DVD1枚（既発の映像作品『イン・マイ・マインズ・アイ〜ライヴ・アット・ハマースミス・オデオン』）をパッケージしたボックスセット『The Hurting: Super Deluxe Edition』をリリースしている。

## 収録曲
全曲、ローランド・オーザバル作詞作曲（「ザ・ウェイ・ユー・アー（エクステンディッド）」を除く）。
1. ザ・ハーティング - "The Hurting" – 4:20
2. 狂気の世界 - "Mad World" – 3:35
3. ペイル・シェルター - "Pale Shelter" – 4:34
4. アイディアズ・アズ・オピエイツ - "Ideas as Opiates" – 3:46
5. 想い出は消え失せて - "Memories Fade" – 5:08
6. 悩める子供達 - "Suffer the Children" – 3:53
7. ウォッチ・ミー・ブリード - "Watch Me Bleed" – 4:18
8. チェンジ（ロング・ヴァージョン） - "Change" – 4:15
9. ザ・プリズナー - "The Prisoner" – 2:55
10. ザ・ブレイクダウン - "Start of the Breakdown" – 5:00
下記4曲は1999年リマスター盤のボーナス・トラック。
11. ペイル・シェルター（ロング・ヴァージョン） - "Pale Shelter" (Long Version) – 7:09
12. ザ・ウェイ・ユー・アー（エクステンディッド） - "The Way You Are" (Extended)(Elias/Orzabal/Smith/Stanley) – 7:43
13. 狂気の世界（ワールド・リミックス） - "Mad World" (World Remix) – 3:42
14. チェンジ（エクステンディッド・ヴァージョン） - "Change" (Extended Version) – 6:00

## 参加ミュージシャン
- ローランド・オーザバル - ボーカル、ギター、キーボード、ピアノ
- カート・スミス - ボーカル、ベース、キーボード
- イアン・スタンリー - キーボード
- マニー・エリアス - ドラムス

ゲスト・ミュージシャン
- クリス・ヒューズ - リズム・プログラミング
- ロス・カラム - パーカッション
- メル・コリンズ - サックス
- キャロライン・オーザバル - バッキング・ボーカル (on 6.)